# Лылин, Филипп Петрович
Фили́пп Петро́вич Лы́лин (1896—1943) — капитан Рабоче-крестьянской Красной Армии, участник Гражданской и Великой Отечественной войн, дважды Краснознамёнец (1922, 1923).

## Биография
Филипп Лылин родился в 1896 году в селе Варваровка Пензенской губернии. В 1919 году пошёл на службу в Рабоче-крестьянскую Красную Армию. Служил в 1-м автобоевом отряде ВЦИК имени Я. М. Свердлова, был водителем машины № 111. Неоднократно отличался в боях в Средней Азии, на юге России, подавлении крестьянского восстания в Тамбовской губернии под предводительством Александра Антонова.
После окончания боёв в 1920 году был демобилизован; проживал в Чите. Во второй половине 1930-х годов работал начальником городского жилищного строительства. С 16 июня 1937 года, после ареста А. М. Евтихиева, временно исполнял обязанности председателя Читинского горсовета. 21 августа 1938 года был арестован органами НКВД СССР по обвинению в измене Родине; 5 августа 1939 года дело по ст. 581а, 9, 11 УК РСФСР было прекращено, и он был освобождён из-под стражи.
С началом Великой Отечественной войны повторно призван в ряды Красной Армии. К началу 1943 года капитан Ф. П. Лылин состоял в распоряжении командира 20-го отдельного разведывательного батальона. Пропал без вести в феврале 1943 года.

### Семья
Жена (в 1930-е годы) — Надежда Иосифовна.
Жена (в 1940-е годы) — Анна Георгиевна.

## Награды
- два ордена Красного Знамени РСФСР (13.07.1922[7], 12.04.1923[8])[2][3][9].

## Адреса
Чита, ул. Смоленская, д. 48.